# Baphetidae
De Baphetidae zijn een familie van uitgestorven basale Batrachomorpha ('amfibieën') uit het Laat-Carboon. Baphetiden waren grote labyrinthodonte roofdieren uit het Laat-Carboon (Namurien tot Westfalien) van Europa. Fragmentaire overblijfselen uit het Vroeg-Carboon van Canada zijn voorlopig aan de groep toegewezen. De fylogenetische verwantschappen van baphetiden zijn onzeker; terwijl veel studies de groep als een naaste verwant van Amniota hebben geplaatst, hebben andere analyses gevonden dat Baphetidae een meer basale clade zijn van vroege stamtetrapoden. Baphetiden behoorden tot de eerste van de fossiele tetrapoden uit het Carboon, die werden gevonden en oorspronkelijk werden beschreven in 1850 door John William Dawson. De baphetiden zijn verwezen naar de familie Loxommatidae, maar deze groep bleek later een jonger synoniem te zijn van Baphetidae, die eerder in 1865 werd genoemd. Baphetiden zijn voornamelijk bekend van schedels; er is zeer weinig postcraniaal materiaal gevonden.

## Paleobiologie
De aanwezigheid van zijlijnen en de lange rijen naaldachtige tanden laten zien dat de meesten viseters waren. Hun ontwikkeling was waarschijnlijk amfibisch, hoewel er geen larvale fossielen bekend zijn. Hun bekendste kenmerk was een merkwaardige, sleutelgatvormige oogkas, gevormd door uitgraving van de traan- en prefrontale botten voor het oog. Er is gesuggereerd dat deze ruimte een zoutklier of een soort elektrosensorisch orgaan herbergde. Misschien is de betere hypothese dat deze ruimte ruimte bood voor de samentrekking van een vergrote pterygoïdeus-spier. In dat geval zou deze schedelmodificatie een vroege vorm van schedelfenestratie voor kaakspieren zijn.
De schedel is ondiep. In tegenstelling tot de bekendere embolomeren zijn de wang en het schedeldak aan elkaar gehecht. Er is een sterk ingebedde spiraculaire ('otische') inkeping, maar de stijgbeugel is distaal breed, wat een gevoelig gehoorapparaat lijkt uit te sluiten. Het verhemelte is gesloten - een primitief kenmerk, maar heel anders dan de temnospondylen. De coronoïden dragen geen tanden of denticles, terwijl het dentarium een dubbele rij tanden heeft.
Omdat het taxon bijna uitsluitend op schedels is gebaseerd, is het lichaam zeer slecht bekend. Er wordt vaak gezegd dat het lichaam krokodilachtig was, maar dit lijkt grotendeels een veronderstelling te zijn.
Het is niet duidelijk of alle geslachten die aan deze groep zijn toegewezen echt nauw verwant zijn. De traditionele vier geslachten van baphetiden (Loxomma, Baphetes, Megalocephalus en Spathicephalus) zijn onlangs aangevuld met Eucritta, een iets andere vorm. Er is ook gesuggereerd dat Crassigyrinus nauw verwant kan zijn.

## Taxonomie
Baphetiden werden voor het eerst beschreven door Edward Drinker Cope toen hij in 1865 de familie Baphetidae benoemde voor Baphetes. Richard Lydekker noemde Loxomatinae in 1889 voor Loxomma, dat later bekend werd als Loxommatidae. D.M.S. Watson beschreef de groep als Loxommidae in 1917. Latere studies hebben aangetoond dat Baphetes en Loxomma naaste verwanten zijn binnen dezelfde familie, en omdat Baphetidae vóór Loxommatidae werd genoemd, heeft het anciënniteit en is het de geldige naam van de groep.

## Fylogenie
Baphetiden werden eerder beschouwd als primitieve temnospondylen en meer recentelijk als batrachosauriërs (reptielachtige amfibieën). Het is echter waarschijnlijk dat ze een van de vele tetrapodomorfe uitstralingen uit het Vroeg-Carboon vertegenwoordigen. Computerondersteunde fylogenetische analyses van een datamatrix met behulp van kenmerken van de meeste van de belangrijkste groepen terrestrische gewervelde dieren plaatsen de baphetiden dicht bij de voorouders van de amnioten.
Met de herinterpretatie van de Ichthyostegalia als aquatische vormen, zijn baphetiden goede kandidaten voor de plek van de eerste labyrinthodonte groep om daadwerkelijk veel tijd op het land door te brengen. Als dat zo is, kunnen baphetiden een vrij belangrijk taxon zijn.